# Mosquée Sidi El Ansari

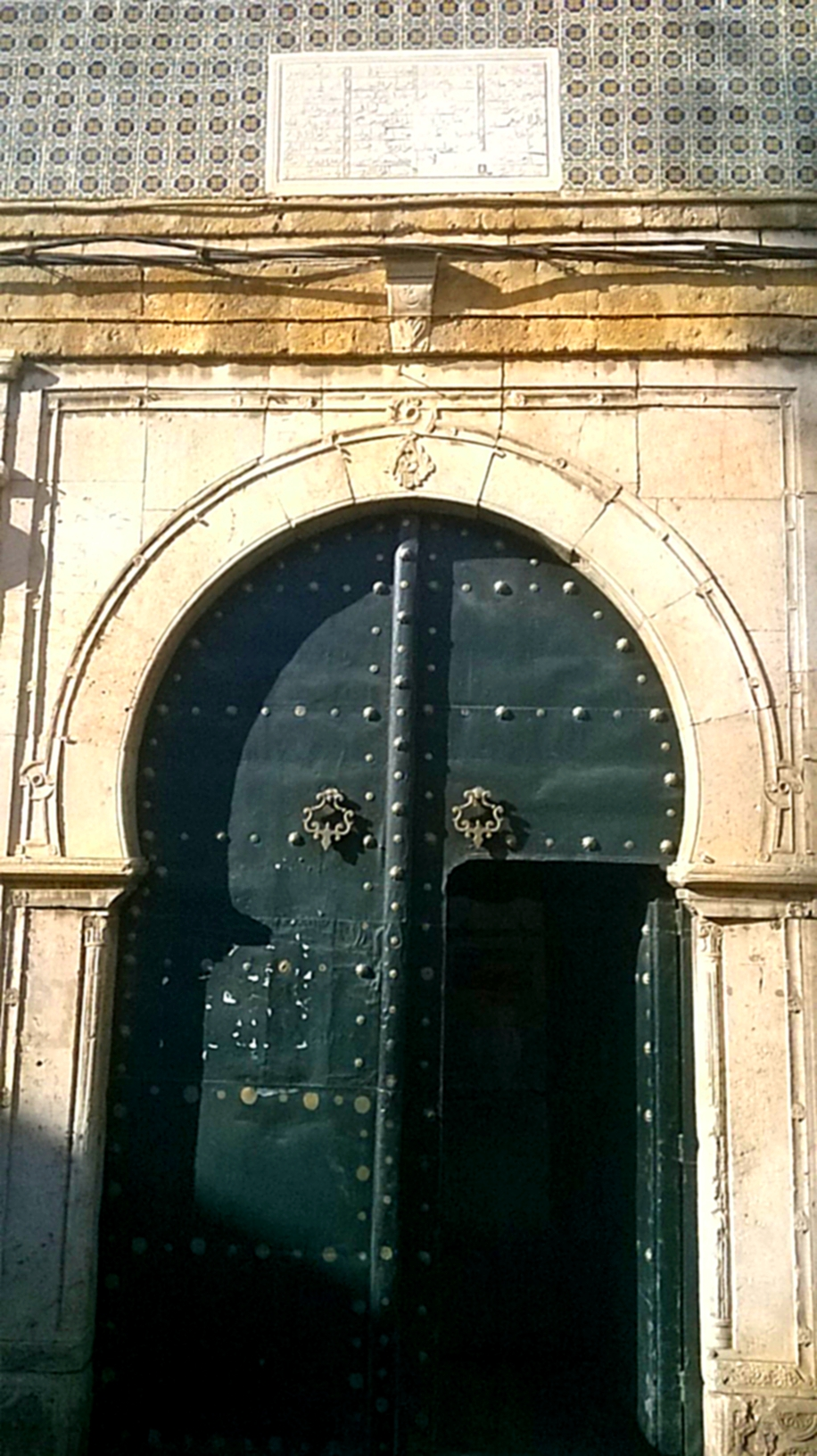
Porte d'entrée de la mosquée Sidi El Ansari.

La mosquée Sidi El Ansari (arabe : مسجد سيدي الأنصاري) est une mosquée tunisienne, rattachée à un mausolée, située dans le quartier El Kâadine, au nord de la médina de Tunis, dans le faubourg de Bab Souika.

## Localisation

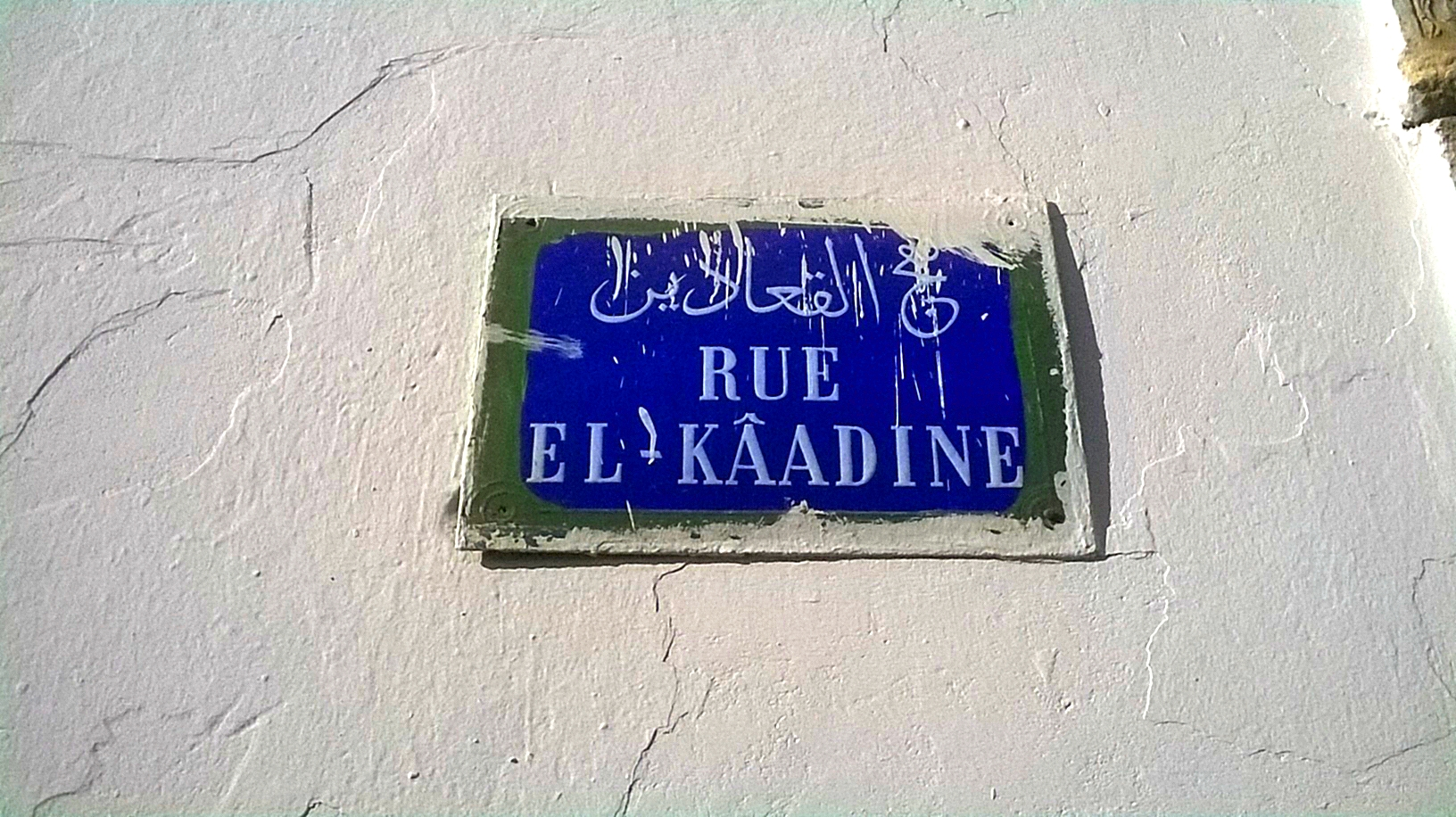
Plaque métallique indiquant la rue El Kâadine.

Elle se trouve au numéro 43 de la rue El Kâadine.

## Étymologie
Elle tire son nom d'un saint homme, Sidi El Ansari, descendant de la famille El Rasâa (الرّصاع) ou El Ansarioun (الانصاريون), dont son tombeau se trouve dans cet édifice.

## Histoire

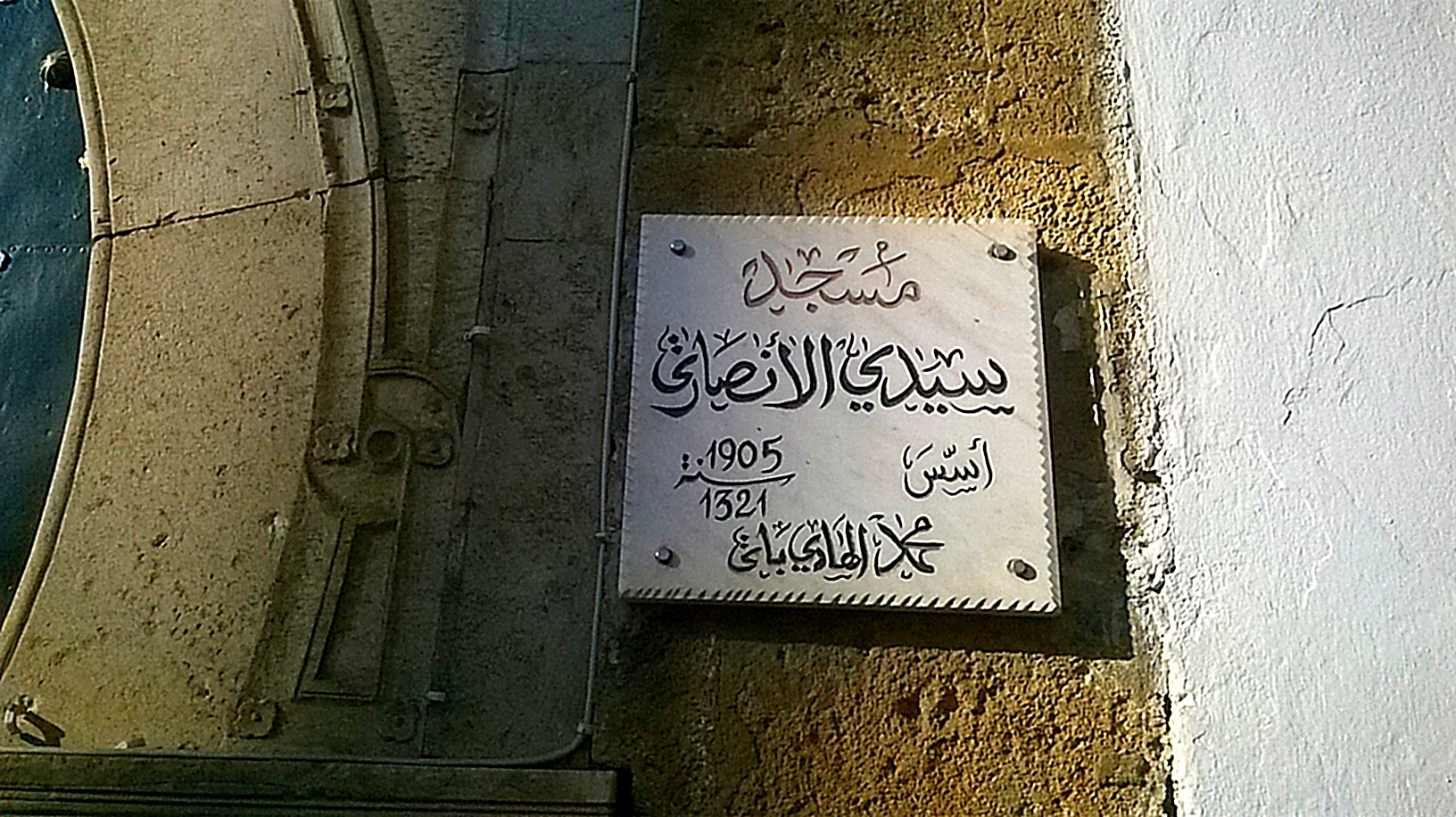
Plaque commémorative de la mosquée.

Elle est construite en 1905 (1321 de l'hégire) par Hédi Bey, bey de Tunis de la dynastie des Husseinites de 1902 à sa mort, comme mentionné sur la plaque commémorative par Chedly Khaznadar (ar).
Le mausolée est destiné aux adeptes de la confrérie de la Qadiriyya.